# Langues en Afrique

Carte simplifiée des langues d'Afrique.

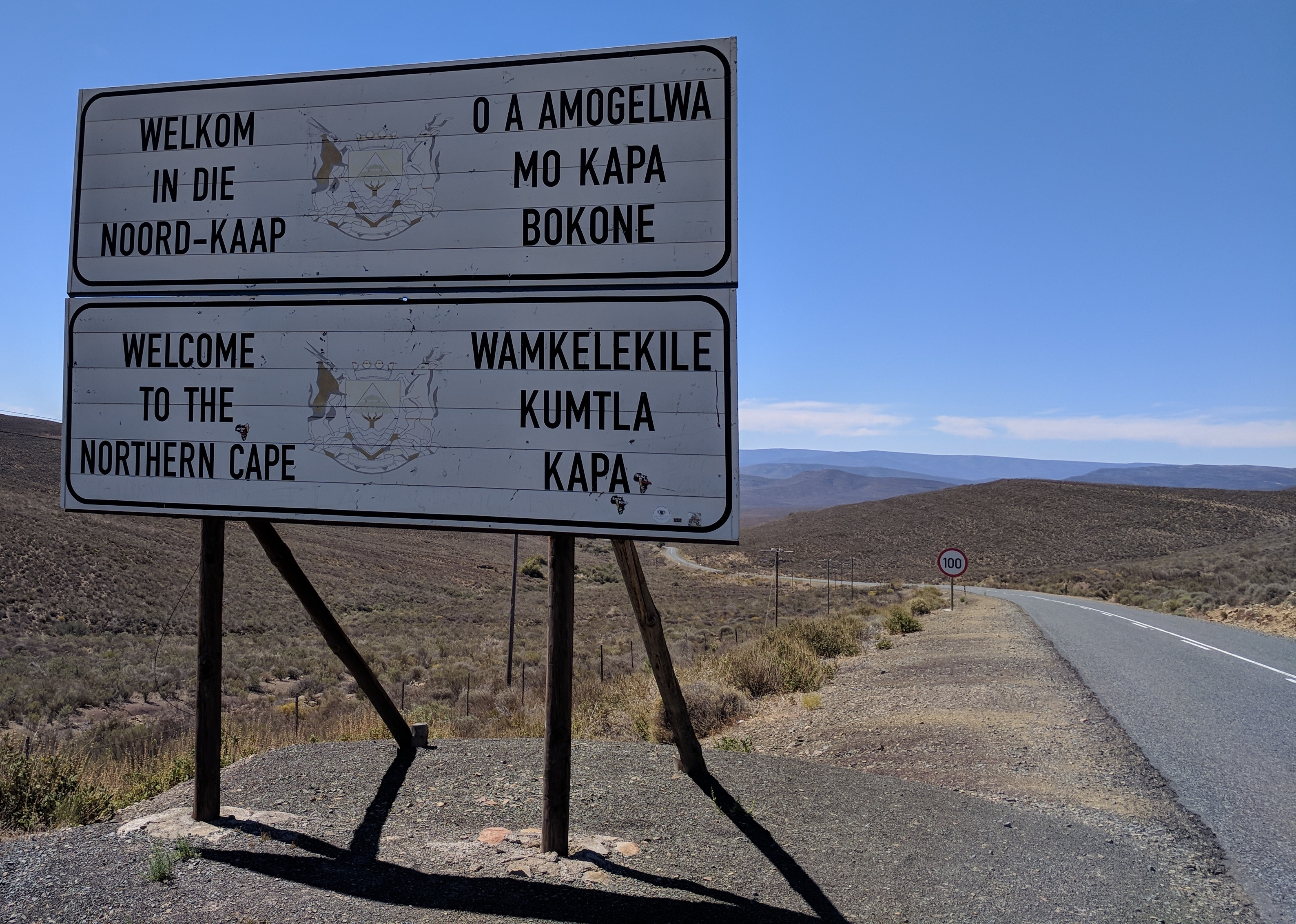
Panneau routier de bienvenue au Cap-Nord en Afrique du Sud, en afrikaans (en haut à gauche), anglais (en bas à gauche), tswana (en haut à droite) et xhosa (en bas à droite). Cette image illustre la coexistence de nombreuses langues, d'origine africaine ou coloniale, dans beaucoup de pays d'Afrique.

Le nombre de langues en Afrique est généralement estimé à environ 2 000, pour mille quatre cent millions d'habitants, mais les langues d'une certaine importance sont bien moins nombreuses et beaucoup peuvent aussi être considérées comme des variantes dialectales de langues plus importantes. Selon la méthode employée, les estimations des spécialistes varient entre 200 et 2 000. Une cinquantaine seulement sont parlées par plus d'un million de locuteurs.
Les langues africaines sont traditionnellement classées en cinq familles de langues :  langues afro-asiatiques, langues nilo-sahariennes, nigéro-congolaises, langues khoïsan et langues austronésiennes. On peut y ajouter certaines langues indo-européennes, qui ont été introduites en Afrique lors de la colonisation, notamment le partage de l'Afrique.
Seules quelques-unes de ces langues ont un statut officiel quelconque dans les pays où elles sont parlées. La plupart des pays africains ont décidé d'utiliser une langue coloniale comme langue officielle, même si cette langue n'est que rarement parlée comme langue maternelle dans le pays.
Ainsi, à la suite du colonialisme, le français, l'anglais et le portugais sont des langues importantes en Afrique. Environ 320 millions de personnes en Afrique parlent le français, 240 millions l'anglais et 35 millions le portugais, comme langue maternelle ou secondaire,,,,.

## Langues ou dialectes?
Quand plusieurs groupes de personnes parlent des langues très proches les unes des autres, il peut être difficile de décider s'il s'agit de plusieurs langues différentes ou de dialectes d'une même langue.
Par exemple, l'arabe est entre autres parlé et/ou langue officielle dans beaucoup de pays d'Afrique du Nord, et les Etats concernés le considèrent officiellement comme une seule langue (à l'exception du hassanya, issu de l'arabe mais traité comme une langue à part dans la Constitution du Maroc). Cependant les locuteurs de différents pays ne se comprennent pas nécessairement,,. Cela peut justifier le fait de parler de plusieurs « langues arabes », bien que généralement on parle de « dialectes arabes ».
Beaucoup de langues ou groupes de langues en Afrique sont dans une situation similaire.
Pour son décompte de langues distinctes, la base de données linguistiques Ethnologue suit les critères ISO 639-3. Ces critères sont principalement basés sur l'intercompréhension (si deux personnes se comprennent sans avoir à apprendre la langue de l'autre, c'est qu'elles parlent la même langue), mais prennent aussi en compte la culture et l'identité, partagées ou distinctes, des locuteurs. Suivant ces critères, Ethnologue identifie 2140 langues vivantes en Afrique (en l'an 2020).

## Langues par origine

Carte simplifiée des familles linguistiques en Afrique (classification selon Greenberg).

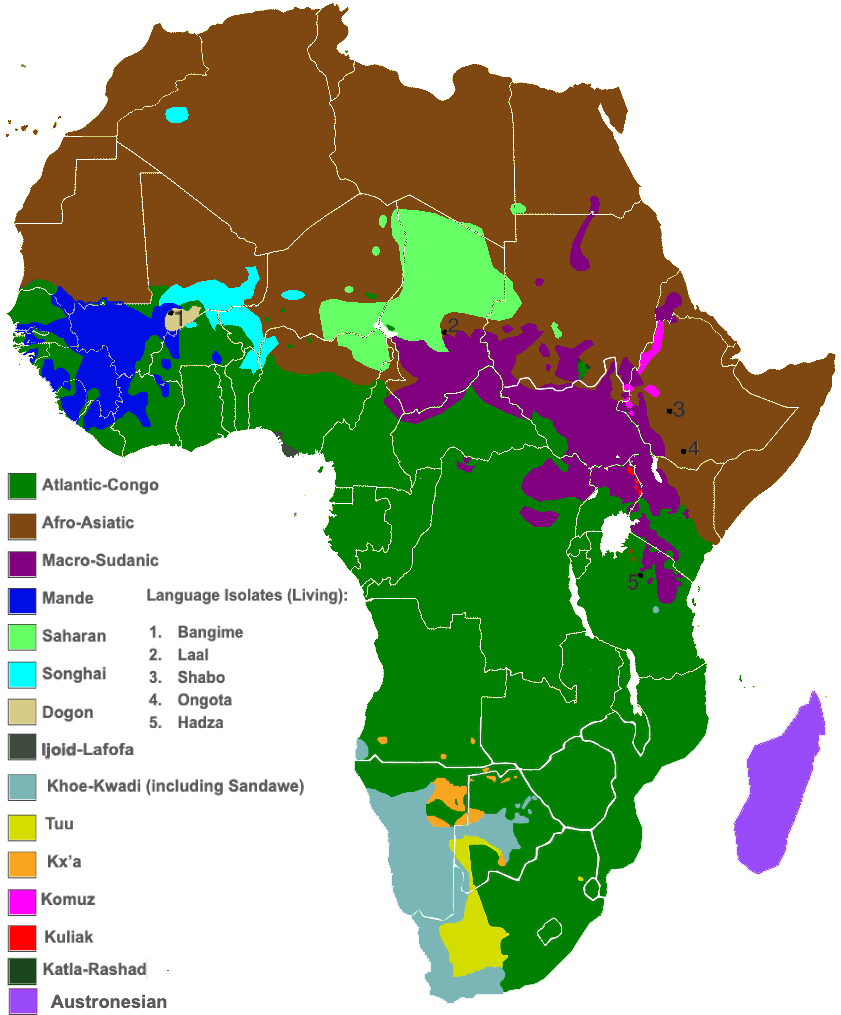
Une classification plus récente des familles linguistiques en Afrique.

### Langues originaires du continent
En 1963, Joseph Greenberg publie son ouvrage The Languages of Africa (Les langues d'Afrique). Il y affirme que toutes les langues originaires du continent africain font partie d'une des quatre familles suivantes, qu'il appelle: les langues afro-asiatiques, les langues nigéro-kordofaniennes, les langues nilo-sahariennes et les langues khoïsan.
Cette classification est aujourd'hui globalement acceptée pour des buts pratiques. Cependant, pour certains de ces groupes, on pense aujourd'hui qu'il s'agit en réalité de plusieurs familles distinctes, rassemblées erronément par Greenberg. C'est notamment le cas des langues khoïsan. Les détails de la classification sont toujours débattus.
Selon Gerrit Dimmendaal, l'état des connaissances en 2008 est que les langues originellement africaines proviennent des 11 familles suivantes:
- langues afro-asiatiques ;
- langues nigéro-congolaises (appelées « nigéro-kordofaniennes » par Greenberg), comprenant cependant moins de langues que dans la version de Greenberg ;
- langues nilo-sahariennes, comprenant cependant moins de langues que dans la version de Greenberg ;
- langues khoïsan du nord ou langues kx'a, classifiées comme khoïsan par Greenberg ;
- langues khoïsan centrales ou langues khoe-kwadi, classifiées comme khoïsan par Greenberg ;
- langues khoïsan du sud ou langues tuu, classifiées comme khoïsan par Greenberg ;
- langues mandé, classifiées comme nigéro-kordofaniennes par Greenberg ;
- langues songhaï, classifiées comme nilo-sahariennes par Greenberg ;
- langues oubanguiennes, classifiées comme nigéro-kordofaniennes par Greenberg ;
- langues kadu, classifiées comme nigéro-kordofaniennes par Greenberg ;
- langues komanes y compris le gumuz, classifiées comme nilo-sahariennes par Greenberg .

Par ailleurs, pour certaines langues, on n'a pas (encore) pu prouver d'appartenance à une famille ; on parle de langues isolées. En Afrique, il s'agit des 8 langues suivantes (toujours selon Dimmendaal) : hadza (classifé comme khoïsan par Greenberg), bangime, dompo, mpra, jalaa, laal, ongota, shabo.
D'autres auteurs prennent plus de précautions et arrivent ainsi à plus de familles différentes. Ainsi, Tom Güldemann, en 2018, compte entre 41 et 50 familles (il considère certains groupements comme incertains). Il rejette notamment l'idée d'une famille nilo-saharienne.
Le reste de cette section suit cependant la classification de Greenberg, par souci de simplicité.

#### Langues afro-asiatiques
Les langues afro-asiatiques (anciennement nommées chamito-sémitiques) sont parlées en Afrique septentrionale et saharienne ainsi qu'au Proche-Orient et au Moyen-Orient. Elles comprennent notamment les langues sémitiques (dont l'arabe), l'égyptien ancien, les langues berbères, les langues couchitiques, les langues omotiques.

#### Langues nilo-sahariennes
Elles sont parlées en Afrique subsaharienne : au Tchad, au Soudan, au Niger, dans le Nord du Cameroun, en République centrafricaine, au Ghana, en République  démocratique du Congo, au Kenya, en Éthiopie et en Tanzanie. Elles comprennent notamment le masaï, les langues nilotiques, les langues nubiennes. Greenberg y comptait aussi entre autres les langues songhaï, qui semblent cependant être plutôt une famille à part.

#### Langues nigéro-congolaises
Notamment, le groupe bantoïde (dont les langues bantoues), le groupe gur/voltaïque, le groupe kwa, ou encore le groupe des langues ouest-atlantiques. Greenberg y comptait aussi entre autres le groupe mandé, qui semble cependant être plutôt une famille à part.
Les langues bantoues (famille "nigéro-congolaise B" sur la carte ci-dessus) constituent une importante sous-famille, incluant le swahili, le zoulou et le lingala parmi d'autres.
L'ewe et le kotafon font partie du groupe Kwa. Le peuple Ewe porte avec lui sa langue lors de son exode depuis l'Afrique de l'est passant par le Nigeria, jusqu’à ce qu'il s’installe au sud du Benin, au Togo et au Ghana.

#### Langues khoïsan
Elles sont parlées en Afrique australe, notamment par les Bochimans et les Khoïkhoïs.
En réalité, il s'agit de trois familles sans lien généalogique, mais qui se sont mutuellement influencées au cours de leur histoire; ainsi que le hadza, qui est une langue isolée.

### Langues austronésiennes
Elles sont parlées en Afrique insulaire orientale, notamment à Madagascar et à Mayotte mais aussi à La Réunion et aux Comores.

### Langues coloniales et langues de contact
Les conquêtes coloniales ont importé en Afrique différentes langues européennes (toutes issues de la famille indo-européenne), dont plusieurs ont un rôle de langue vernaculaire, notamment le français, l'anglais et le portugais, et dans une moindre mesure l'allemand, l'espagnol et l'italien. D'autre part l'afrikaans, parlé en Afrique du Sud et en Namibie, est une langue née en Afrique mais d'origine européenne (dérive du néerlandais).
L'arabe (issu de la famille afro-asiatique) peut également être considéré comme une langue coloniale dans la région du Zanguebar (Afrique de l'Est) où il a été importé et imposé par l'empire omanais, en même temps que l'islam, ainsi qu'en Afrique du Nord où elle a été importée, notamment lors des conquêtes musulmanes de l'Egypte et du Maghreb. Certaines variétés africaines de l'arabe ont été influencées par le contact avec les locuteurs d'autres langues.
Dans plusieurs pays d'Afrique de l'Ouest, les contacts entre Européens et Africains ont donné naissance à des langues créoles dont le vocabulaire provient du portugais ou de l'anglais. Parmi les créoles au vocabulaire portugais, on trouve le kabuverdianu (Cap-Vert), le créole de Guinée-Bissau, le fá d'Ambô (Annobón), l'angolar, le sãotomense et le principense (tous à São Tomé et Príncipe). Parmi les créoles au vocabulaire anglais, on trouve le krio (Sierra Leone), le pidgin de Guinée équatoriale, le pidgin ghanaéen, le pidgin camerounais et le pidgin nigérian.
En Afrique centrale, le contact a donné naissance à des langues au vocabulaire indigène, mais simplifiées: lingala, kituba et sango.

### Langues des signes
Parmi les langues d'Afrique, on trouve aussi des langues des signes. Il n'y a pas encore (en 2018) de liste complète de ces langues pour l'Afrique. On trouve parmi ces langues autant des langues originaires d'Afrique, comme la langue des signes adamorobe au Ghana, et des variétés locales des langues des signes française, américaine et britannique. Dans le cas de ces dernières, il est difficile de savoir dans quelle mesure ces variétés locales sont mutuellement compréhensibles entre elles ou avec leur langue mère. Glottolog compte 32 langues des signes propres à l'Afrique en 2024.

## Situation sociale et politique

Les langues officielles en Afrique :
afrikaans
anglais
arabe
berbère
espagnol
français
portugais
swahili
autres langues africaines

Parmi les milliers de langues parlées en Afrique, seules 197 sont utilisées et soutenues par des institutions autres que la maison et la communauté, par exemple en tant que langues officielles ou langues minoritaires reconnues.

### Multilinguisme
De nombreux Africains parlent plusieurs langues. Par ailleurs, souvent plusieurs langues différentes coexistent en un même endroit, notamment dans certaines grandes villes. Dans ces situations, il peut exister une langue véhiculaire pour la communication interethnique. Cette langue n'est pas nécessairement la même que la langue officielle du pays. Dans plusieurs grandes villes, les jeunes forment une grande partie de la population et parlent leur propre variante linguistique, qui peut également être une langue véhiculaire. Un exemple est le camfranglais au Cameroun (Douala et Yaoundé).

### Langues officielles
Beaucoup de pays africains ont choisi une langue coloniale, typiquement l'anglais ou le français, comme langue officielle (unique ou conjointement avec d'autres langues). Lors de la décolonisation, ces pays, souvent multilingues, ont généralement dû choisir une langue commune pour faire fonctionner l'administration. Pour des raisons pratiques, c'était souvent la langue de leur ancien colonisateur. Cette langue officielle ou nationale est souvent vue comme un garant d'unité de la nation. C'est le cas en particulier pour le français dans les anciennes colonies françaises.
L'Éthiopie est un cas atypique : le pays n'a pas de « langue officielle » ou de « langue nationale », mais une « langue de travail », qui est l'amharique. Les régions ont chacun leur propre langue de travail, qui est la langue majoritaire régionale. Les langues majoritaires à un niveau local peuvent également recevoir un statut officiel là où elles sont parlées.

### Enseignement
Dans de nombreux pays africains, l'éducation (scolaire) est perçue comme menant essentiellement à la maîtrise de la langue officielle. Souvent les cours d'école sont censés être donnés en cette langue. Si c'est le cas, les élèves ne comprennent souvent pas ce que disent leurs enseignants. Pour éviter cela, de nombreux enseignants donnent leurs cours dans la langue maternelle des élèves, ou dans une langue véhiculaire régionale. Cependant, les examens écrits sont toujours dans la langue officielle. Cela mène régulièrement à de mauvais résultats.

## Principales langues par nombre de locuteurs
Le tableau suivant montre le nombre de locuteurs maternels (en Afrique) et le statut officiel de quelques-unes des principales langues parlées en Afrique. Les nombres de locuteurs ne font pas nécessairement référence à la même date et peuvent être vieillis.
| Langue           | Famille                                            | Langue maternelle (L1)                                                      | Nombre de pays où cette langue est officielle | Pays où cette langue est officielle |
| ---------------- | -------------------------------------------------- | --------------------------------------------------------------------------- | --------------------------------------------- | --- |
| Afrikaans        | Langues indo-européennes                           | 7 200 000                                                                   | 1                                             | Afrique du Sud |
| Akan             | Langues nigéro-congolaises                         | 11 000 000                                                                  | 0                                             | Aucun. Langue soutenue par le gouvernement au Ghana |
| Amharique        | Langues afro-asiatiques                            | 21 800 000                                                                  | 1                                             | Éthiopie |
| Arabe            | Langues afro-asiatiques                            | 150 000 000 (mais avec des variantes séparées mutuellement inintelligibles) | 12                                            | Algérie, Tchad, Comores, Djibouti, Égypte, Érythrée, Libye, Mauritanie, Maroc, Somalie, Soudan, Tunisie                                                                    |
| Berbère          | Langues afro-asiatiques                            | 56 000 000 (estimation) (y compris des variantes séparées inintelligibles)  | 2                                             | Maroc, Algérie |
| Chewa            | Langues nigéro-congolaises                         | 9 700 000                                                                   | 2                                             | Malawi, Zimbabwe |
| Anglais          | Langues indo-européennes                           | 5 524 305 (estimation) 240 000 000 (2e langue)                              | 20                                            | Nombreux |
| Français         | Langues indo-européennes                           | 1 200 000 (estimation) 320 000 000 (2e langue),                             | 22                                            | Nombreux |
| Peul             | Langues nigéro-congolaises                         | 25 000 000                                                                  | 0                                             | |
| Gikuyu           | Langues nigéro-congolaises                         | 6 600 000                                                                   | 0                                             | |
| Haoussa          | Langues afro-asiatiques                            | 34 000 000                                                                  | 2                                             | Nigeria, Niger |
| Igbo             | Langues nigéro-congolaises                         | 18 000 000                                                                  | 0                                             | |
| Kinyarwanda      | Langues nigéro-congolaises                         | 9 800 000                                                                   | 1                                             | Rwanda |
| Kirundi          | Langues nigéro-congolaises                         | 8 800 000                                                                   | 1                                             | Burundi |
| Kikongo          | Langues nigéro-congolaises                         | 5 600 000                                                                   | 0                                             | Reconnu comme langue nationale de l' Angola et, dans sa variante kituba (dite aussi kikongo ya leta), de la République du Congo et de la République démocratique du Congo. |
| Lingala          | Langues nigéro-congolaises                         | 5 500 000                                                                   | 0                                             | Langue nationale de la République démocratique du Congo (RDC) et de la République du Congo.                                                                                |
| Luganda          | Langues nigéro-congolaises                         | 4 130 000                                                                   | 0                                             | Langue nationale de l' Ouganda |
| Dholuo           | Langues nilo-sahariennes (probable mais incertain) | 4 200 000                                                                   | 0                                             | |
| Malgache         | Langues austronésiennes                            | 18 000 000                                                                  | 1                                             | Madagascar |
| Créole mauricien | Langues indo-européennes                           | 1 135 000                                                                   | 1                                             | Langue indigène de l' Île Maurice |
| Moré             | Langues nigéro-congolaises                         | 7 600 000                                                                   | 1                                             | Reconnu comme langue régionale au Burkina Faso |
| Ndébélé du Sud   | Langues nigéro-congolaises                         | 1 090 000                                                                   | 1                                             | Langue nationale par la loi en Afrique du Sud |
| Sotho du nord    | Langues nigéro-congolaises                         | 4 600 000                                                                   | 1                                             | Afrique du Sud |
| Oromo            | Langues afro-asiatiques                            | 26 000 000                                                                  | 1                                             | Éthiopie |
| Portugais        | Langues indo-européennes                           | 13 700 000 (estimation)                                                     | 6                                             | Angola, Cap-Vert, Guinée-Bissau, Guinée équatoriale, Mozambique, São Tomé-et-Príncipe                                                                                      |
| Sotho du sud     | Langues nigéro-congolaises                         | 5 600 000                                                                   | 3                                             | Lesotho, Afrique du Sud, Zimbabwe |
| Shona            | Langues nigéro-congolaises                         | 14 200 000 (y compris les locuteurs du Tewe et du Ndau) (2000–2006)         | 1                                             | Zimbabwe |
| Somali           | Langues afro-asiatiques                            | 16 600 000                                                                  | 1                                             | Somalie |
| Espagnol         | Langues indo-européennes                           | 6 590                                                                       | 1                                             | Guinée équatoriale |
| Swahili          | Langues nigéro-congolaises                         | 15 000 000                                                                  | 4                                             | Langue officielle en Tanzanie, Kenya, Ouganda, Rwanda; langue nationale de la République démocratique du Congo                                                             |
| Tigrinya         | Langues afro-asiatiques                            | 7 000 000                                                                   | 1                                             | Érythrée |
| Tshiluba         | Langues nigéro-congolaises                         | 6 300 000 (1991)                                                            | 0                                             | Langue nationale de la République démocratique du Congo |
| Tswana           | Langues nigéro-congolaises                         | 5 800 000                                                                   | 2                                             | Afrique du Sud, Botswana |
| Umbundu          | Langues nigéro-congolaises                         | 6 000 000                                                                   | 0                                             | Reconnu comme langue nationale de l' Angola |
| Wolof            | Langues nigéro-congolaises                         | 16 000 000                                                                  | 0                                             | Reconnu comme langue nationale au Sénégal, Gambie et Mauritanie. |
| Xhosa            | Langues nigéro-congolaises                         | 7 600 000                                                                   | 2                                             | Afrique du Sud, Zimbabwe |
| Yoruba           | Langues nigéro-congolaises                         | 28 000 000                                                                  | 2                                             | Nigeria, Bénin |
| Zoulou           | Langues nigéro-congolaises                         | 10 400 000                                                                  | 1                                             | Afrique du Sud |